# Egialites kunashirensis
Egialites kunashirensis es una especie de coleóptero de la familia Salpingidae.

## Distribución geográfica
Habita en Rusia.